# Takashi Umezawa
Takashi Umezawa (født 7. december 1972) er en tidligere japansk fodboldspiller.
Han har spillet for flere forskellige klubber i sin karriere, herunder Gamba Osaka.